# MacBook
MacBook er en serie bærbare computere lavet af Apple Inc. (Tidligere Apple Computers Inc.). Maskinerne blev introduceret 16. maj 2006. Der er lavet tre modeller af MacBook; to hvide som har afløst iBook G4 og en sort som har afløst PowerBook 12". Hovedforskellen fra den forrige model er, at den nye serie bruger processorer fra Intel hvor iBook og PowerBook bruger PowerPC processorer fra Apple, IBM og Motorola (AIM).
De nye versioner af MacBook, bliver leveret med Mac OS X Snow Leopard (10.6), pre-installeret. De bliver også leveret med den nyeste version af iLife, iLife '11. iLife indeholder en masse kunstneriske programmer: Musikredigering/optagning (GarageBand), filmredigering (iMovie), program til at lave DVD'er (iDVD), program til at lave hjemmesider og sidst, dog ikke mindst, iPhoto, som nok er det program der bruges mest af almindelige brugere.
Samlingen af alle disse programmer gør, at MacBook'en allerede er klar til de fleste ting, lige når den er blevet pakket ud, og startet første gang.

## Modeller
Der produceres for tiden to typer MacBooks:
- MacBook Pro, er en mere avanceret computer - yderligere er computerens "krop", udformet af ét stykke aluminium.[1]
- MacBook Air, er Apple's tidligere tyndeste bærbar (Dråbeform er inspireret fra Sony bærbar). Den er til "folk på farten". Den er lille, og let nok, til at have med overalt.
- MacBook (Retina) (også New MacBook) er Apple's tyndeste og letteste bærbar. Den er til "folk på farten med få krav". Den er desuden så lille at hverken tastatur eller mus er normalt. I stedet for er musen lavet af Apple's nyeste teknologi "Force Touch" (drevet af det såkaldte Taptic Engine). Tastaturet har et lignende system som simulere et tryk vha. "Butterfly"-mekanismen.

## Eksterne links
- Wikimedia Commons har flere filer relateret til MacBook
- Apples produktside om MacBook